# Aixama

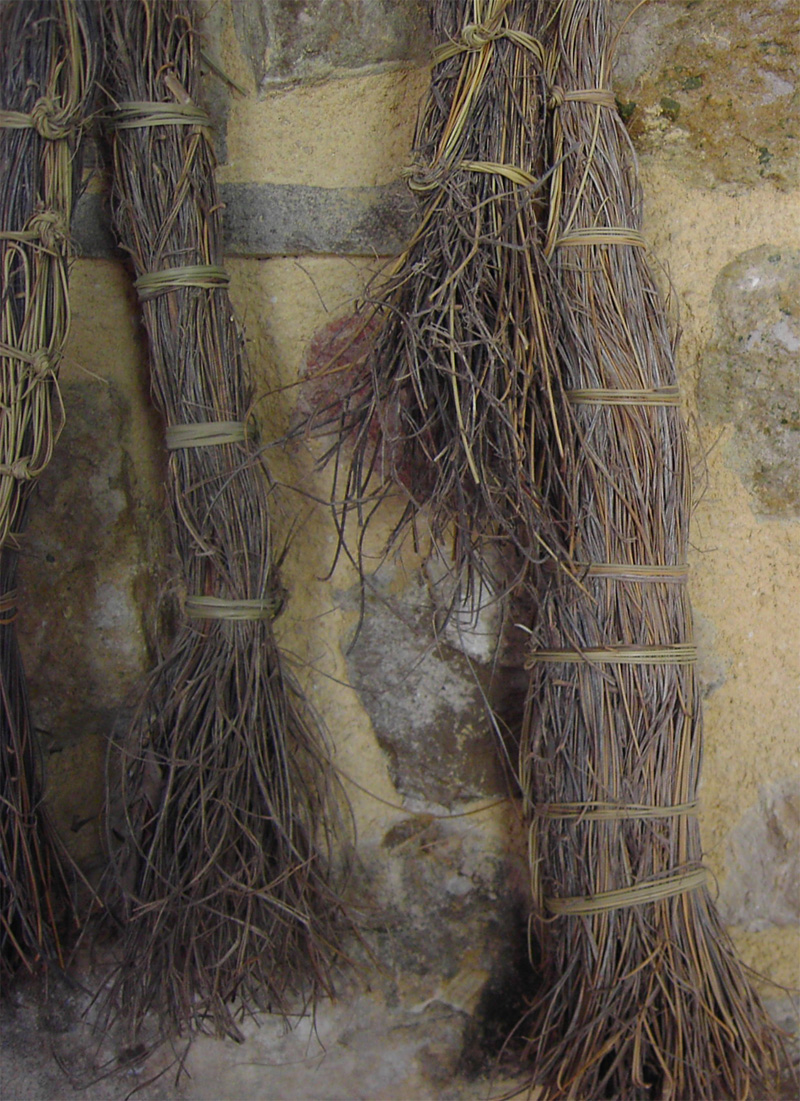
Aixamas.

Uma Aixama é um tipo de tocha. Tradicionalmente tem sido feita através da combinação de esparto verde com esparto seco, embora também se possa usar outras ervas para formar o corpo da rocha.
A finalidade desta tocha consiste em ser queimada na Noite de Natal ou numa noite normal. Esta acção é conhecida como "Rodar les Aixames". Esta tradição está actualmente viva em Relleu (Marina Baixa), Xixona e La Torre de las Maçanes (Alacantí), Tibi (Alcoià) e Onil (Alcoià), embora aqui tenha o nome de Fatxo.
Pensa-se que esta acção de se usar estas tochas nas festas de Natal era uma espécie de ritual, mas no momento o motivo ou qualquer outro aspecto do chamado ritual de "Rodar les Aixames" é desconhecido.